# Wookieepedia
 Der er for få eller ingen kildehenvisninger i denne artikel, hvilket er et problem. Du kan hjælpe ved at angive troværdige kilder til de påstande, som fremføres i artiklen.

Wookieepedia: The Star Wars Wiki er en fan-baseret wikia som samler information om Star Wars – herunder om filmene, bøger, serier og osv..